# 후지모토 준고
후지모토 준고(일본어: 藤本 淳吾, 1984년 3월 24일 ~ )는 일본의 축구 선수이다.

## 구단 경력
그는 2006년부터 2022년까지 J리그의 시미즈 에스펄스, 나고야 그램퍼스, 요코하마 F. 마리노스, 감바 오사카, 교토 상가 FC, SC 사가미하라에서 활동하였다.

## 국가대표팀 경력
그는 2001년 FIFA U-17 세계 축구 선수권 대회에 참가할 일본 U-17 국가대표팀에 발탁되었으며, 3경기에 출전했다.
2007년 3월 24일 페루과의 경기에서 일본 국가대표팀에 데뷔했다. 2011년 AFC 아시안컵에도 출전, 우승에 기여했다. 그는 2012년까지 국제 A매치 통산 13경기에 출전, 1득점을 넣었다.

## 통계
| 일본 | 일본 | 일본 |
| 연도 | 출전 | 득점 |
| ---- | ---- | ---- |
| 2007 | 4    | 0    |
| 2008 | 0    | 0    |
| 2009 | 0    | 0    |
| 2010 | 2    | 0    |
| 2011 | 4    | 0    |
| 2012 | 3    | 1    |
| 통산 | 13   | 1    |